# Портрет Густава Христиановича Шеле
«Портрет Густава Христиановича Шеле» — картина Джорджа Доу и его мастерской из Военной галереи Зимнего дворца.
Картина представляет собой погрудный портрет генерал-майора Густава Христиановича Шеле из состава Военной галереи Зимнего дворца.
Во время Отечественной войны 1812 года полковник Шеле был командиром Невского пехотного полка и находился в Финляндии, откуда морем был переброшен в Ригу; участвовал в боях в прибалтийских губерниях против корпуса маршала Макдональда. Во время Заграничных походов также был во многих сражениях, за отличие под Краоном в 1814 году получил чин генерал-майора.
Изображён в генеральском вицмундире, введённом для пехотных генералов 7 мая 1817 года. На шее кресты орденов Св. Владимира 3-й степени и Св. Анны 2-й степени; справа на груди крест ордена Св. Георгия 4-го класса, серебряная медаль «В память Отечественной войны 1812 года» на Андреевской ленте и бронзовая дворянская медаль «В память Отечественной войны 1812 года» на Владимирской ленте. С тыльной стороны картины надпись: Schele. Подпись на раме с ошибкой в инициале: Г. К. Шеле, Генералъ Маiоръ.
7 августа 1820 года Комитетом Главного штаба по аттестации Шеле был включён в список «генералов, заслуживающих быть написанными в галерею» и 16 февраля 1825 года император Александр I приказал написать его портрет. Гонорар Доу был выплачен 10 августа 1825 года и 15 января 1828 года. Портрет принят в Эрмитаж 21 января 1828 года. Поскольку предыдущая сдача готовых портретов для Военной галереи состоялась 8 июля 1827 года, то портрет Шеле был написан между этими датами.
В 1840-х годах в мастерской Карла Крайя по рисунку И. А. Клюквина с портрета была сделана литография, опубликованная в книге «Император Александр I и его сподвижники» и впоследствии неоднократно репродуцированная. В части тиража была напечатана другая литография, отличающаяся несущественными деталями.